# ハリー・スパンジャー
ハリー・スパンジャー（Henry John "Harry" Spanjer、1873年1月9日 - 1958年7月）は、20世紀初頭に活躍したアメリカ合衆国のライト級およびウェルター級のボクサーである。
ミシガン州グランドラピッズで生まれ、フロリダ州セントピーターズバーグで亡くなった。彼の名前は正確には"Spanjer"と綴るが、多くの文献で"Spanger"と誤記されている。
1904年セントルイスオリンピックのライト級で、同じアメリカ人選手のジャック・イーガンを破り金メダルを獲得したが、ウェルター級では決勝でアルバート・ヤングに敗れ銀メダルだった。

## トリビア
1904年セントルイスオリンピックのボクシング競技では、彼の他にフライ級とバンタム級のジョージ・フィネガン、ミドル級とヘビー級のチャールズ・マイヤー、バンタム級とフェザー級のオリバー・カークの3人も2階級以上でメダルを獲得した。